# Гончаровка (Курская область)
Гончаровка — слобода в Суджанском районе Курской области. Административный центр Гончаровского сельсовета.

## География
Слобода находится на реке Олешня в бассейне Суджи, в 7,5 км от российско-украинской границы, в 89 км к юго-западу от Курска, в 1 км к западу от районного центра — города Суджа.
Улицы
В слободе улицы: 60 лет СССР, Больничная, Верхняя Луговая, Гагарина, Гагарина второй, Гагарина первый, Заломова, Зелёная, Колхозная, Коммунистическая, Луговая, Мелиоративная, Мира, Молодёжная, Набережная, Новая, Первомайская, Победы, Полевая, Российская, Школьный.
Климат
Гончаровка, как и весь район, расположена в поясе умеренно континентального климата с тёплым летом и относительно тёплой зимой (Dfb в классификации Кёппена).
| Показатель                                                                   | Янв. | Фев. | Март | Апр. | Май  | Июнь | Июль | Авг. | Сен. | Окт. | Нояб. | Дек. | Год  |
| ---------------------------------------------------------------------------- | ---- | ---- | ---- | ---- | ---- | ---- | ---- | ---- | ---- | ---- | ----- | ---- | ---- |
| Средний суточный максимум, °C                                                | −3,5 | −2,3 | 3,8  | 13,5 | 19,8 | 23,1 | 25,5 | 25   | 18,6 | 11   | 3,9   | −0,6 | 11,5 |
| Средняя температура, °C                                                      | −5,6 | −4,9 | 0    | 8,7  | 15,1 | 18,8 | 21,2 | 20,4 | 14,4 | 7,7  | 1,7   | −2,6 | 7,9  |
| Средний суточный минимум, °C                                                 | −8   | −8,2 | −4,1 | 3,2  | 9,5  | 13,4 | 16,1 | 15,2 | 10,1 | 4,3  | −0,6  | −4,8 | 3,8  |
| Норма осадков, мм                                                            | 50   | 43   | 48   | 49   | 62   | 68   | 73   | 51   | 55   | 55   | 46    | 48   | 648  |
| Источник: Погода по месяцам c ru.climate-data.org(дата обращения: Июль 2021) |      |      |      |      |      |      |      |      |      |      |       |      |      |

## Население
| 2002 | 2010  |
| ---- | ----- |
| 2648 | ↗2759 |

## Инфраструктура
Личное подсобное хозяйство. МКОУ Гончаровская средняя общеобразовательная школа. Общеобразовательная школа. Райбольница. Кладбище. Колодец. В слободе 965 домов.

## Транспорт
Гончаровка находится на автодорогах регионального значения: 38К-004 (Дьяконово — Суджа — граница с Украиной), 38К-030 (Рыльск — Коренево — Суджа) и 38К-024 (Льгов — Суджа), на автодорогах межмуниципального значения 38Н-609 (Суджа — Гуево — Горналь — граница с Украиной) и 38Н-612 (38Н-609 — райбольница в Гончаровке), в 5 км от автодороги 38Н-611 (38Н-609 — Куриловка), в 4,5 км от ближайшей ж/д станции Суджа (линия Льгов I — Подкосылев). Остановка общественного транспорта.
В 112 км от аэропорта имени В. Г. Шухова (недалеко от Белгорода).

## Достопримечательности
- Церковь Рождества Христова (1835)[8]
- Памятник «Воинам, павшим в годы Великой Отечественной войны»

## Здесь родились
Борис Григорьевич Скрамтаев (1905—1966) — советский архитектор, специалист в области строительных материалов, действительный член Академии строительства и архитектуры СССР.